# 南辛村 (章丘市)
南辛村,中华人民共和国山东省济南市章丘市水寨镇所辖的一个行政村。总人口480，其中男性231人，女性249人；农业户口473人，非农业人口7人；18岁以下人口109人，18-35岁人口125人，35-60岁人口192人，60岁以上人口54人（2006年）。耕地面积50公顷（2006年）。行政区划代码370181106209。